# ديفيد ميرفين بلو
ديفيد ميرفين بلو (بالإنجليزية: David Mervyn Blow) هو فيزيائي وعالم بريطاني، ولد في 27 يونيو 1931 في برمنغهام في المملكة المتحدة، وتوفي في 8 يونيو 2004 في Appledore, Torridge ‏ في المملكة المتحدة بسبب سرطان الرئة.